# Wilhelm von Blume
Carl Wilhelm Hermann Blume, à partir de 1888 von Blume, (né le 10 mai 1835 à Potsdam et mort le 20 mai 1919 à Nikolassee, arrondissement de Teltow (de)) est un général prussien d'infanterie.

## Biographie

### Origine
Il est le fils de Wilhelm Blume (1795–1869) et de son épouse Luise, née Luttig (1799–1880). Son père est chanoine de Brandebourg et directeur de lycée. Le général de division prussien Hermann von Blume (de) (1824–1889) est son frère aîné.

### Carrière militaire
Blume s'engage dans l'armée prussienne en 1852 et sert dans le 13e régiment d'infanterie. En 1854, il est promu au grade de sous-lieutenant et en 1861 au grade de premier lieutenant. L'année suivante, Blume devient adjudant de la 27e brigade d'infanterie (de) et en 1865 en tant que capitaine commandé par le ministre de la Guerre Albrecht von Roon, auprès duquel il sert comme adjudant. À ce titre, il participe à la guerre contre l'Autriche en 1866. Après que Blume ait fondé une compagnie au 16e régiment d'infanterie, il entre à l'état-major comme major en 1870 et participe à la guerre contre la France au Grand Quartier Général. Il participe aux batailles de Gravelotte, Beaumont, Sedan et Paris.
Après la guerre, il retourne au ministère de la Guerre comme chef de département et devient également professeur d'histoire militaire à l'Académie de guerre. En 1879, Blume est promu colonel et prend le commandement du 36e régiment de fusiliers. En 1880, en sa qualité de président de la Commission militaire, il participe aux négociations du Congrès de Berlin, qui doivent régler la question de la frontière gréco-turque. À cet effet, il est envoyé à Constantinople en 1881. En 1883, il est nommé chef d'état-major général de la 4e corps d'armée et en 1885, après avoir été promu général de division, il rejoint le ministère de la Guerre. Ici, il dirige le département d'économie militaire.
Le 3 mai 1888, Blume et son frère sont élevés à la noblesse héréditaire prussienne. La même année, il prend la direction du Département général de la Guerre et participe aux travaux de renforcement de l'armée. En septembre 1888, il devient lieutenant général et en avril 1889 commandant de la 8e division d'infanterie. En octobre 1891, il est transféré à l'armée avec le grade et les fonctions de général commandant. Devenu général commandant en avril 1892 du 15e corps d'armée, il démissionne en 1896.
Blume est chef du 13e régiment d'infanterie, titulaire de la Grand-Croix de l'ordre de l'Aigle rouge avec feuilles de chêne et de l'ordre de la Couronne de 1re classe ainsi que d'autres ordres élevés et décorations
Il trouve sa dernière demeure au cimetière de Berlin-Nikolassee (de) dans le champ E.

### Famille
Blume se marie avec Karoline Suffrian (1843–1917) le 13 mai 1866 à Münster. Le mariage donne naissance aux enfants suivants :
- Wilhelm Hermann Karl Viktor (de) (1867–1927) marié le 24 juin 1894 avec Elisabeth von Seebach (de) (née en 1870)
- Luise Friederike Julie (1868–1901)
- Ernst Louis Alfred (1869–1894), lieutenant prussien
- Elfriede Marianne (née en 1870) mariée le 11 juillet 1901 avec Wilhelm Keller, juge à la Cour de chambre prussienne
- Elisabeth Antonie (née en 1872) mariée le 20 avril 1895 avec Fritz Weber, médecin-chef prussien
- Bertha (née en 1874) mariée le 4 septembre 1905 avec Walter von Baer, employé de banque[10]
- Élise Henriette Edda Hedwige (née en 1877)[11]
- Wilhelm Hermann Walter (1878–1878)[12]
- Hedwige (1880–1958)[13]
- Irmgard (1882–1958) mariée en 1931 avec Walter Braun, marchand[14]

## Œuvres
- Die Armee und die Revolution in Frankreich von 1789 bis 1793. Brandenburg 1863.
- Die Operationen der deutschen Heere von der Schlacht von Sedan bis zum Ende des Krieges. Berlin 1871.
- Strategie. Berlin 1882.
- Selbsttätigkeit der Führer im Kriege. Berlin 1896; Digitale Bibliothek. Münchener Digitalisierungszentrum.
- Die Beschießung von Paris 1870/71 und die Ursachen ihrer Verzögerung. Berlin 1899.
- Die Grundlagen unserer Wehrkraft. Berlin 1899.